# 엔젤 항공
엔젤 항공(태국어: แอนเจิลแอร์ไลน์, 영어: Angel Air)은 1998년과 2003년까지 태국 방콕에 본사를 둔 항공사였다.